# Ayelu
L'Ayelu és un estratovolcà riolític aïllat que es troba a l'est d'Etiòpia. Situat a la regió Àfar, prop de la riba est del riu Awash, el cim s'eleva fins als 2.145 msnm. Es desconeix quan va tenir lloc la darrera erupció. Hi ha aigües termals al vessant occidental.
Wilfred Thesiger descriu el seu ascens a l'Ayalu en 1933. Assenyala que en aquesta muntanya es realitzaven pelegrinacions anuals per part dels membres del poble àfar, des de llocs tan llunyans com Daoe i Aussa per tal de pregar per la bona salut i els èxit en la guerra.